# El-Sayed Mubarak
Ahmed el-Sayed Abdel Hamid Mubarak (in arabo احمد السيد عبدالحميد مبارك‎?; 17 aprile 1947) è un ex cestista egiziano.

## Carriera
Con l'Egitto ha disputato i Giochi olimpici di Monaco 1972 e i Campionati del mondo del 1970.